# Dyctidea angustata
Dyctidea angustata är en insektsart som beskrevs av Philip Reese Uhler 1889. Dyctidea angustata ingår i släktet Dyctidea och familjen sköldstritar. Inga underarter finns listade i Catalogue of Life.